# 本特·贝恩特松
本特·贝恩特松（瑞典語：Bengt Berndtsson，1933年1月26日—2015年6月4日），瑞典男子足球运动员，司职翼锋。他曾代表瑞典国家队参加1958年国际足联世界杯，获得亚军。他于2015年去世，享年82岁。